# ماکو اودا

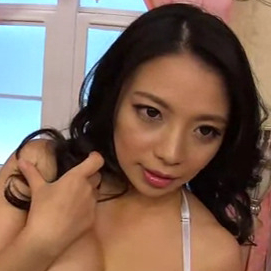

ماکو اودا (انگلیسی: Mako Oda؛ زاده ۱۷ دسامبر ۱۹۸۳) یک بازیگر پورنوگرافی اهل ژاپن است.